# Number Ones (album Janet Jackson)
Number Ones (wydany na rynku międzynarodowym jako The Best) – druga kompilacja nagrań amerykańskiej piosenkarki Janet Jackson, została wydana 17 listopada 2009 przez A&M Records i Universal Music Enterprises. Wydawnictwo powstało w oparciu o zestawienia notowań na listach przebojów z Ameryki, Europy, Nowej Zelandii, Japonii i Afryki.
Promujący album singel zatytułowany "Make Me", został udostępniony do ściągnięcia w Internecie w dniu 22 września 2009 roku a 22 grudnia tego samego roku utwór stał się 19 numerem 1 Janet Jackson na liście przebojów magazynu Billboard Hot Dance Club Songs.
Europejska edycja albumu zawierała dwa dodatkowe utwory: "When I Think of You" (Morales House Mix UK 7") oraz "Whoops Now". Utwór "All Nite (Don't Stop)" ukazał się tylko na amerykańskiej i brytyjskiej wersji albumu, a utwór "Make Me" (Bimbo Jones Radio Edit) był dostępny jako dodatek w sklepie internetowym iTunes.

## Lista utworów
| Number Ones/The Best CD 1 | Number Ones/The Best CD 1                                                                     | Number Ones/The Best CD 1                                 | Number Ones/The Best CD 1                                                                                              | Number Ones/The Best CD 1 |
| #                         | Tytuł                                                                                         | Album                                                     | Produkcja | Czas                      |
| ------------------------- | --------------------------------------------------------------------------------------------- | --------------------------------------------------------- | --- | ------------------------- |
| 01.                       | "What Have You Done for Me Lately"                                                            | Control                                                   | James Harris III, Terry Lewis, Janet Jackson                                                                           | 4:44                      |
| 02.                       | "Nasty"                                                                                       | Control                                                   | Harris, Lewis, Jackson                                                                                                 | 4:03                      |
| 03.                       | "When I Think of You"                                                                         | Control                                                   | Harris, Lewis, Jackson                                                                                                 | 3:57                      |
| 04.                       | "Control"                                                                                     | Control                                                   | Harris, Lewis, Jackson                                                                                                 | 5:53                      |
| 05.                       | "Let's Wait Awhile" (single remix)                                                            | Control                                                   | Harris, Lewis, Jackson, Melanie Andrews                                                                                | 4:37                      |
| 06.                       | "The Pleasure Principle" (LP Edit)                                                            | Control                                                   | Monte Moir | 4:14                      |
| 07.                       | "Diamonds" Herb Alpert feat. Janet Jackson & Lisa Keith                                       | Keep Your Eye on Me                                       | Harris, Lewis | 4:53                      |
| 08.                       | "Miss You Much"                                                                               | Janet Jackson's Rhythm Nation 1814                        | Harris, Lewis | 4:12                      |
| 09.                       | "Rhythm Nation"                                                                               | Janet Jackson's Rhythm Nation 1814                        | Jackson, Harris, Lewis                                                                                                 | 5:31                      |
| 10.                       | "Escapade"                                                                                    | Janet Jackson's Rhythm Nation 1814                        | Jackson, Harris, Lewis                                                                                                 | 4:44                      |
| 11.                       | "Alright" (single remix) feat. Heavy D                                                        | Janet Jackson's Rhythm Nation 1814                        | Jackson, Harris, Lewis                                                                                                 | 4:59                      |
| 12.                       | "Come Back to Me"                                                                             | Janet Jackson's Rhythm Nation 1814                        | Jackson, Harris, Lewis                                                                                                 | 5:36                      |
| 13.                       | "Black Cat" (video mix-short solo)                                                            | Janet Jackson's Rhythm Nation 1814                        | Jackson | 4:31                      |
| 14.                       | "Love Will Never Do (Without You)" (single edit)                                              | Janet Jackson's Rhythm Nation 1814                        | Harris, Lewis | 4:35                      |
| 15.                       | "The Best Things in Life Are Free" Luther Vandross & Janet Jackson feat. BBD & Ralph Tresvant | Mo' Money                                                 | Harris, Lewis, Michael Bivins, Ronald DeVoe, Ralph Tresvant                                                            | 4:36                      |
| 16.                       | "That's the Way Love Goes"                                                                    | janet.                                                    | Jackson, Harris, Lewis                                                                                                 | 4:25                      |
| 17.                       | "When I Think of You" (Morales House Mix UK 7") +                                             | Control                                                   | Jackson, Harris, Lewis                                                                                                 | 3:31                      |
| Number Ones/The Best CD 2 |                                                                                               |                                                           | |                           |
| 01.                       | "If"                                                                                          | janet.                                                    | Jackson, Harris, Lewis                                                                                                 | 4:32                      |
| 02.                       | "Again"                                                                                       | janet.                                                    | Jackson, Harris, Lewis                                                                                                 | 3:47                      |
| 03.                       | "Because of Love"                                                                             | janet.                                                    | Jackson, Harris, Lewis                                                                                                 | 4:18                      |
| 04.                       | "Any Time, Any Place" (R. Kelly remix)                                                        | janet. Remixed                                            | Jackson, Harris, Lewis                                                                                                 | 5:12                      |
| 05.                       | "Scream" Michael Jackson & Janet Jackson (Radio Edit)                                         | HIStory                                                   | Michael Jackson, J. Jackson, Harris, Lewis                                                                             | 4:02                      |
| 06.                       | "Runaway"                                                                                     | Design of a Decade 1986/1996                              | Jackson, Harris, Lewis                                                                                                 | 3:34                      |
| 07.                       | "Got 'til It's Gone" feat. Q-Tip i Joni Mitchell)(LP Edit)                                    | The Velvet Rope                                           | Jackson, Lewis, René Elizondo Jr., Harris, Joni Mitchell, Kamaal Ibn Fareed                                            | 3:36                      |
| 08.                       | "Together Again" (radio edit)                                                                 | The Velvet Rope                                           | Jackson, Lewis, Elizondo, Harris                                                                                       | 4:07                      |
| 09.                       | "I Get Lonely" (LP edit)                                                                      | The Velvet Rope                                           | Jackson, Lewis, Elizondo, Harris                                                                                       | 4:01                      |
| 10.                       | "Go Deep"                                                                                     | The Velvet Rope                                           | Jackson, Lewis, Elizondo, Harris                                                                                       | 4:43                      |
| 11.                       | "What's It Gonna Be?!" Busta Rhymes feat. Janet Jackson) (LP Clean Edit)                      | E.L.E. (Extinction Level Event): The Final World Front    | Trevor Smith, D. Allamby, A. Roberson                                                                                  | 4:03                      |
| 12.                       | "Doesn't Really Matter" (soundtrack version)                                                  | Nutty Professor II: The Klumps (soundtrack) i All for You | Jackson, Harris, Lewis                                                                                                 | 4:56                      |
| 13.                       | "All for You" (video mix)                                                                     | All for You                                               | Jackson, Harris, Lewis, David Romani, Wayne Garfield,Mauro Malavasi                                                    | 4:32                      |
| 14.                       | "Someone to Call My Lover" (single edit)                                                      | All for You                                               | Jackson, Harris, Lewis, Dewey Bunnell                                                                                  | 4:15                      |
| 15.                       | "All Nite (Don't Stop)" ++                                                                    | Damita Jo                                                 | Jackson,Harris,Lewis,Tony "Prof T" Tolbert,Anders Bagge,Arnthor Birgisson, Herbie Hancock,Paul Jackson, Wah-Wah Watson | 3:27                      |
| 16.                       | "Call on Me" feat. Nelly                                                                      | 20 Y.O.                                                   | Jermaine Dupri, Johnta Austin, James "LRoc" Phillips, Cornell Haynes, Jr., Harris, Lewis                               | 3:35                      |
| 17.                       | "Feedback" (single version)                                                                   | Discipline                                                | Rodney Jerkins, Dernst Emile, LaShawn Daniels, Tasleema Yasin                                                          | 3:56                      |
| 18.                       | "Whoops Now" +                                                                                | janet.                                                    | Jackson | 4:06                      |
| 19                        | "Make Me"                                                                                     | -                                                         | Jackson, Jerkins, Thomas Lumpkins, Michaela Shiloh                                                                     | 3:38                      |
| 20.                       | "Make Me" (Bimbo Jones radio edit) (utwór dodatkowy)                                          | -                                                         | Jackson, Jerkins, Thomas Lumpkins, Michaela Shiloh                                                                     | 3:19                      |

+europejska edycja albumu tylko ++edycja amerykańska i brytyjska tylko